# Петровский, Степан Фёдорович
Степан Фёдорович Петровский (11 декабря 1897, дер. Корчи, Витебская губерния, Российская империя —  6 марта 1979, Москва, СССР) — советский  и польский военачальник, генерал-майор (29.07.1944), генерал бригады Войска Польского (25.05.1945).

## Биография
Родился 11 декабря 1897 года в д. Корчи, ныне деревня Ермолино,  Дерновичский сельсовет,  Верхнедвинский район, Витебская область.  Русский. До службы в армии Петровский с 1914 года работал плотником на строительстве мостов через реку Двина.

### Военная служба

#### Первая мировая война
В  1915 году мобилизован фронтовыми строительными организациями на земляные работы по рытью окопов. 15 мая 1916 года поступил на военную службу и был зачислен рядовым в 250-й запасный пехотный полк в городе Рязань. В середине декабря окончил учебную команду и младшим унтер-офицером направлен на Западный фронт в 310-й пехотный Шацкий полк 78-й пехотной дивизии. В его составе воевал до 24 декабря 1917 года, затем был демобилизован в чине старшего унтер-офицера.

#### Гражданская война
15 февраля 1918 года вступил в Красную гвардию (партизанский отряд). Командиром взвода и помощником начальника отряда участвовал в боях с немцами в Витебской губернии. В конце марта в м. Клястницы Витебской губ. из отряда перешел в Красную армию и назначен командиром взвода в 1-й Витебский полк. В декабре 1918 года командирован на Смоленские пехотные командные курсы. В июне — июле 1919 года в составе отдельного курсантского отряда сражался с войсками генерала А. И. Деникина на Юго-Западном фронте. В июне в районе города Калач был ранен. В августе 1919 года окончил курсы и направлен на Западный фронт, назначен командиром взвода запасного полка, а через месяц переведен на ту же должность в 145-й стрелковый полк. В его составе принимал участие в боях с польскими легионерами. Член ВКП(б) с 1919 года. В феврале 1920 года убыл из полка в госпиталь по болезни (сыпной тиф). После излечения в марте направлен в штаб 12-й армии, а там назначен командиром взвода 164-го этапа управления ВОСО армии. С апреля 1920 года исполнял должность помощника коменданта этого этапа. 26 апреля 1920 года в районе Бердичева «при открытии фронта Галицийскими бригадами» этап вместе с частями 44-й стрелковой дивизии был окружен белополяками, при прорыве  Петровский попал в плен. В тот же день при конвоировании конным польским отрядом сумел бежать. Пробирался по тылам противника от Казатина до Белой Церкви, при выходе вновь был захвачен бандой Ю. Тютюнника и отпущен. Лишь 5 мая сумел выйти в расположение 1-го Московского полка. После выхода 15 дней находился в госпитале, затем штабом 12-й армии был направлен на учебу на курсы «Выстрел». 1 декабря 1920 года окончил их и направлен в распоряжение начальника Управления вузов Войск Украины и Крыма, затем назначен командиром роты 57-х пехотных Александрийских курсов. В декабре 1921 года переведен командиром роты на 69-е пехотные курсы (после слияния 57-х Александрийских и 52-х Кременчугских курсов). В феврале 1922 года эти курсы слились с 15-ми курсами, а Петровский оставлен на них в той же должности.

#### Межвоенные годы
В сентябре 1922 года командирован слушателем в Киевскую военно-педагогическую школу, после ее расформирования в январе 1923 года переведен в Московскую высшую военно-педагогическую школу. В августе 1923 года окончил ее и назначен командиром роты в 5-ю пехотную Киевскую школу. С октября 1925 года  Петровский проходил службу в 8-м стрелковом полку 3-й Крымской стрелковой дивизии УВО командиром батальона и начальником штаба полка. С октября 1930 года по июнь 1931 года находился на учебе на курсах «Выстрел», после окончания назначен помощником начальника 3-го сектора 9-го управления Штаба РККА. С февраля 1933 года проходил службу помощником начальника 7-го сектора 3-го отдела Управления по укомплектованию и службы войск Главного управления РККА, с января 1935 года — помощником начальника 1-й части 2-го отделения 3-го отдела Административно-мобилизационного управления РККА. В 1935 году окончил вечернюю Военную академию РККА им. М. В. Фрунзе.   С декабря 1939 года временно исполнял должность начальника 1-го отдела Управления начальной и допризывной военной подготовки Главного управления РККА. С сентября был начальником 1-го отделения 4-го отдела и начальником 4-го отдела Управления по укомплектованию войск Генштаба РККА.

#### Великая Отечественная война
С началом  войны в той же должности. 25 сентября 1941 года полковник  Петровский был назначен заместителем начальника Главного управления всеобщего военного обучения. В декабре направлен в Юж.-УрВО на формирование 429-й стрелковой дивизии и после прибытия назначен ее начальником штаба. Приказом Генштаба от 5 января 1942 года она была переименована в 211-ю стрелковую. 31 марта 1942 года дивизия была направлена на Брянский фронт в 48-ю армию и в ее составе вела оборонительные бои в районе населенных пунктов Орловка, Красные Лужки, Коробка. В конце мая 1942 года   Петровский был отстранен от должности начальника штаба дивизии и назначен командиром 146-го армейского запасного стрелкового полка этой армии. 31 августа 1942 года он назначен заместителем командира 135-й отдельной стрелковой бригады. С октября он исполнял должность заместителя командира 73-й стрелковой дивизии, которая вела бои восточнее города Орёл. В марте 1943 года дивизия в составе армии была включена в Центральный фронт и принимала участие в Курской битве, Орловской и Черниговско-Припятской наступательных операциях, в освобождении юго-западной части Брянской области и Левобережной Украины. В ходе наступления ее части форсировали реки Неручь, Ока, Сев, освободили более 150 нас. пунктов, в том числе крупный районный центр и ж.-д. узел Змиёвка Орловской области. В ходе дальнейшего наступления дивизия 8 сентября форсировала реку Десна, захватила плацдарм на ее западном берегу в районе города Северский и вела бои по его удержанию и расширению. С 18 сентября по 2 октября 1943 года в ходе дальнейшего наступления ее части продвинулись на 125 км и освободили 95 нас. пунктов, в том числе город Новозыбков. В ознаменование одержанной победы приказом Верховного главнокомандующего от 2 октября 1943 года ей было присвоено наименование «Новозыбковская». Затем она в составе 48-й армии Белорусского фронта вела наступательные бои по расширению плацдарма на реке Сож, между реками Днепр и Березина на гомельском направлении. С 5 декабря 1943 года полковник  Петровский был допущен к командованию 73-й стрелковой Новозыбковской дивизией. В марте — июне 1944 года ее части занимали оборону на широком фронте, на рубеже Проскурин, колхоз им. Жданова, ст. Морталь и Рыботка. В ходе Белорусской наступательной операции 21 июня 1944 года она, прорвав оборону противника, перешла в наступление, за сутки продвинулась на 30 км и освободили 98 нас. пунктов, в том числе город Жлобин. Указом ПВС СССР от 2 июля 1944 года за эти бои она была награждена орденом Красного Знамени. Однако 4 июля 1944 года полковник  Петровский был отстранен от командования дивизией и находился в распоряжении Военного совета 1-го Белорусского фронта, затем с 12 августа 1944 года зачислен в распоряжение Военного совета 1-й Польской армии. С 25 августа 1944 года назначен командиром 7-й польской пехотной дивизии.   С 14 сентября 1944 года исполнял должность начальника отдела организационно-учетного и укомплектования штаба Войска Польского.
За время войны комдив Петровский был два раза персонально упомянут в благодарственных в приказах Верховного Главнокомандующего.

#### Послевоенное время
После войны с августа 1945 года генерал-майор, а так же генерал бригады Войска Польского Петровский занимал должность начальника Организационно-мобилизационного управления Главного штаба Войска Польского. С 30 апреля по август 1946 года  Петровский состоял в распоряжении ГУК НКО, затем был прикомандирован к Военной академии им. М. В. Фрунзе для использования на преподавательской работе. С октября 1946 года исполнял должность старшего преподавателя кафедры организации и мобилизации, с августа 1951 года — начальника курсов подготовки и усовершенствования офицеров по организационно-мобилизационной работе. В ноябре 1954 года назначен начальником Организационного управления, он же заместитель начальника штаба ГСВГ по организационным вопросам. 30 декабря 1956 года генерал-майор Петровский уволен в запас.
Скончался 6 марта 1979 года в городе Москве; похоронен на Новодевичьем кладбище.

## Награды
СССР
- орден Ленина (21.02.1945)[6][7]
- три ордена Красного Знамени (14.08.1944[8],  03.11.1944[7][9],  24.06.1948[7])
- орден Отечественной войны I степени (12.10.1943)[10]
- орден Красной Звезды (15.04.1943)[11]
  - медали в том числе:
  - «XX лет Рабоче-Крестьянской Красной Армии» (1938)[11].
  - «За оборону Москвы» (1944)
  - «За победу над Германией в Великой Отечественной войне 1941—1945 гг.» (1945)
  - «Ветеран Вооружённых Сил СССР» (1976)

Приказы (благодарности) Верховного Главнокомандующего в которых отмечен С. Ф. Петровский.
- За овладение городом и крупным железнодорожным узлом Жлобин – важным опорным пунктом обороны немцев на бобруйском направлении. 26 июня 1944 года. № 120.
- За форсирование реки Шара и овладением городом Слоним — крупным узлом коммуникаций и мощным опорным пунктом обороны немцев на реке Шара. 10 июля 1944 года. № 134.

ПНР
- офицерский крест Возрождения Польши (1945)
- орден «Крест Грюнвальда» III степени (1945)
- золотой крест «Заслуги» (1946)
- медаль «Победы и Свободы» (1945)
- медаль «За участие в боях за Берлин» (1966)